# Проспект Ветеранов (Санкт-Петербург)
Проспе́кт Ветера́нов — один из крупнейших проспектов в Кировском и Красносельском районах Санкт-Петербурга. Проходит от улицы Зины Портновой и улицы Подводника Кузьмина до проспекта Будённого.

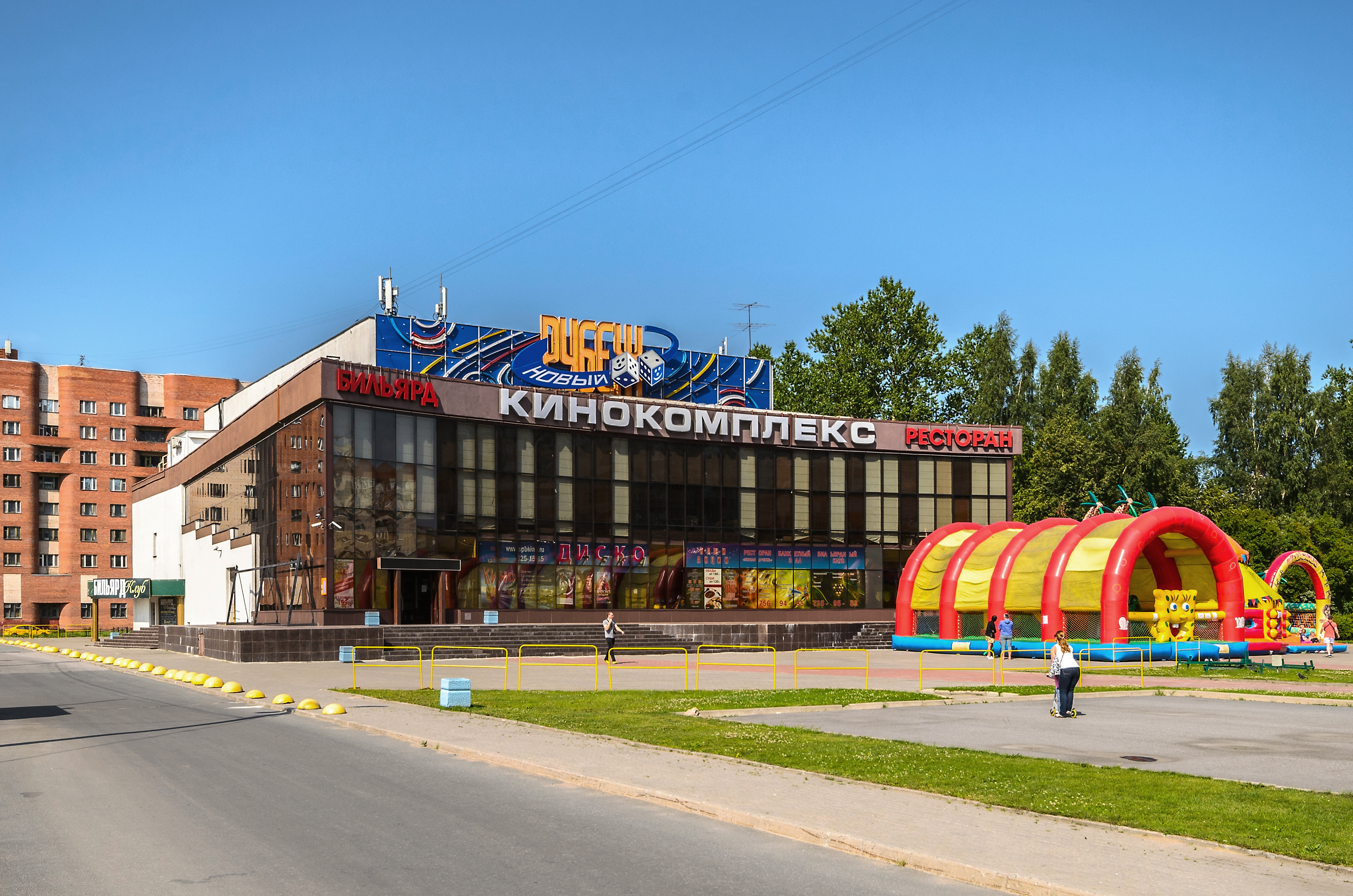
Бывший кинотеатр «Рубеж» (2015 год). Ныне (2022 год) — фитнес — центр.

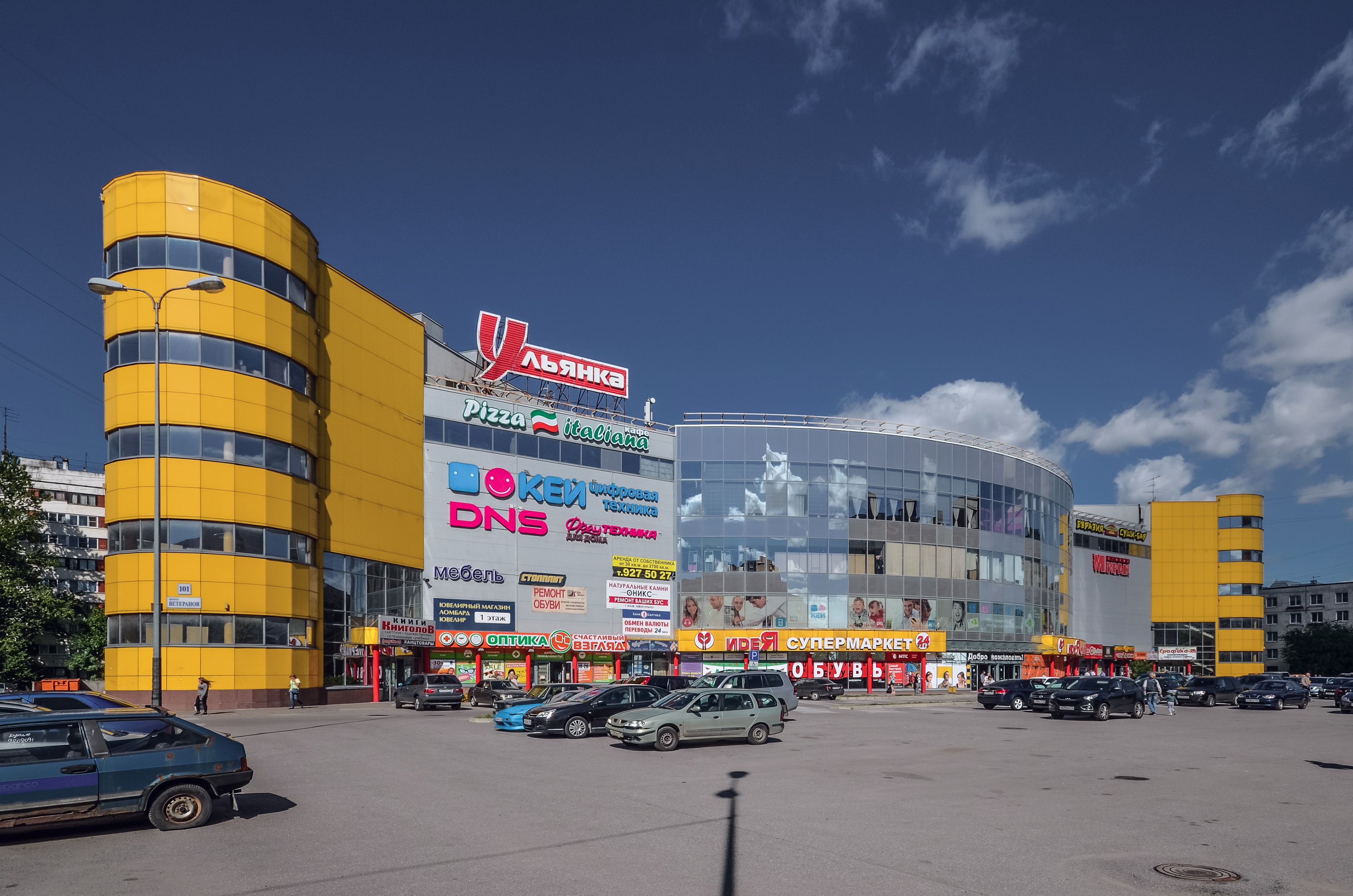
Торговый комплекс «Ульянка»

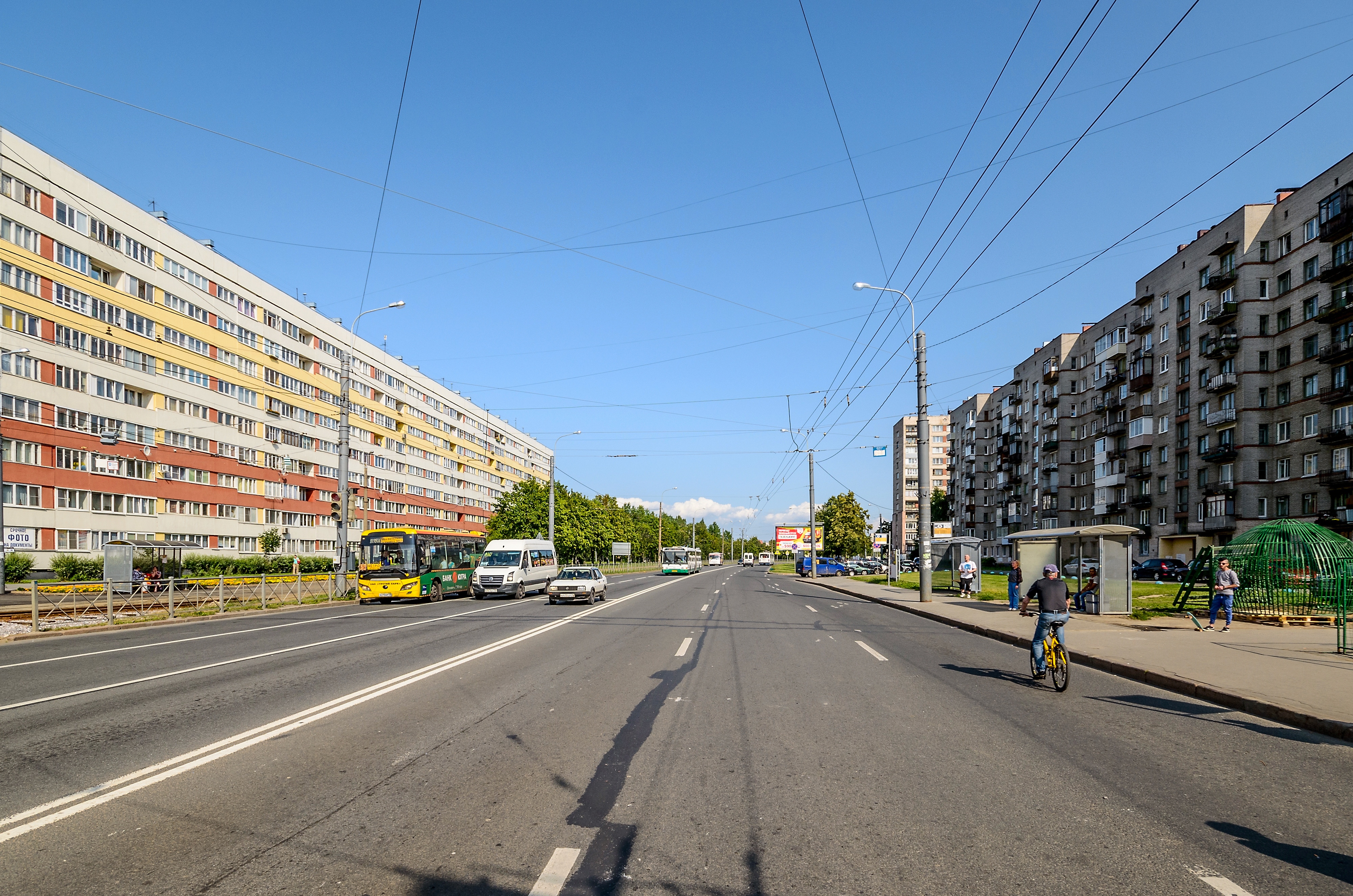
Проспект возле улицы Пограничника Гарькавого (в сторону м. Проспект Ветеранов)

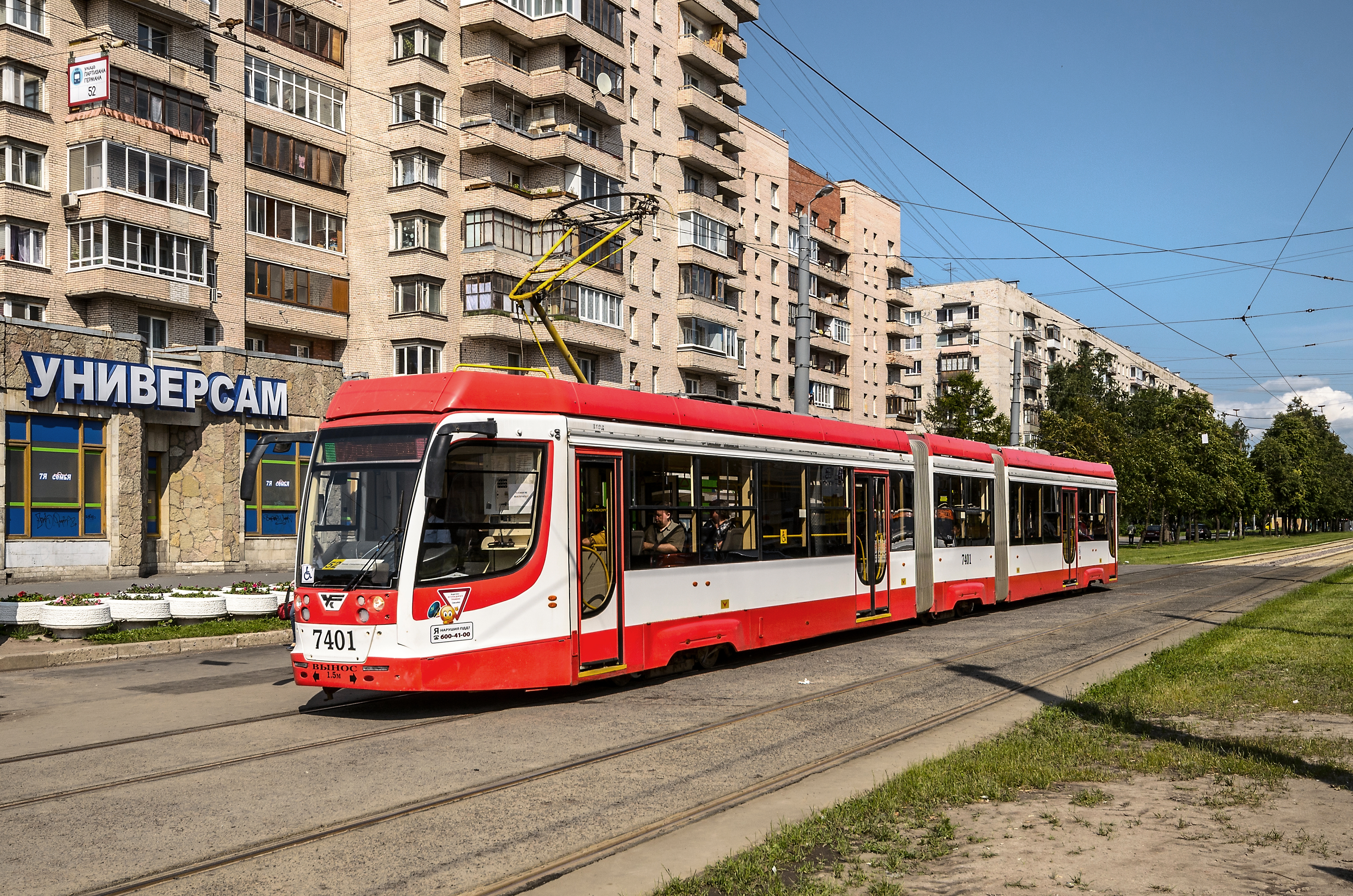
Трамвай 71-631-02, обслуживавший 52 маршрут на момент ремонта поворота на ул. Лётчика Пилютова

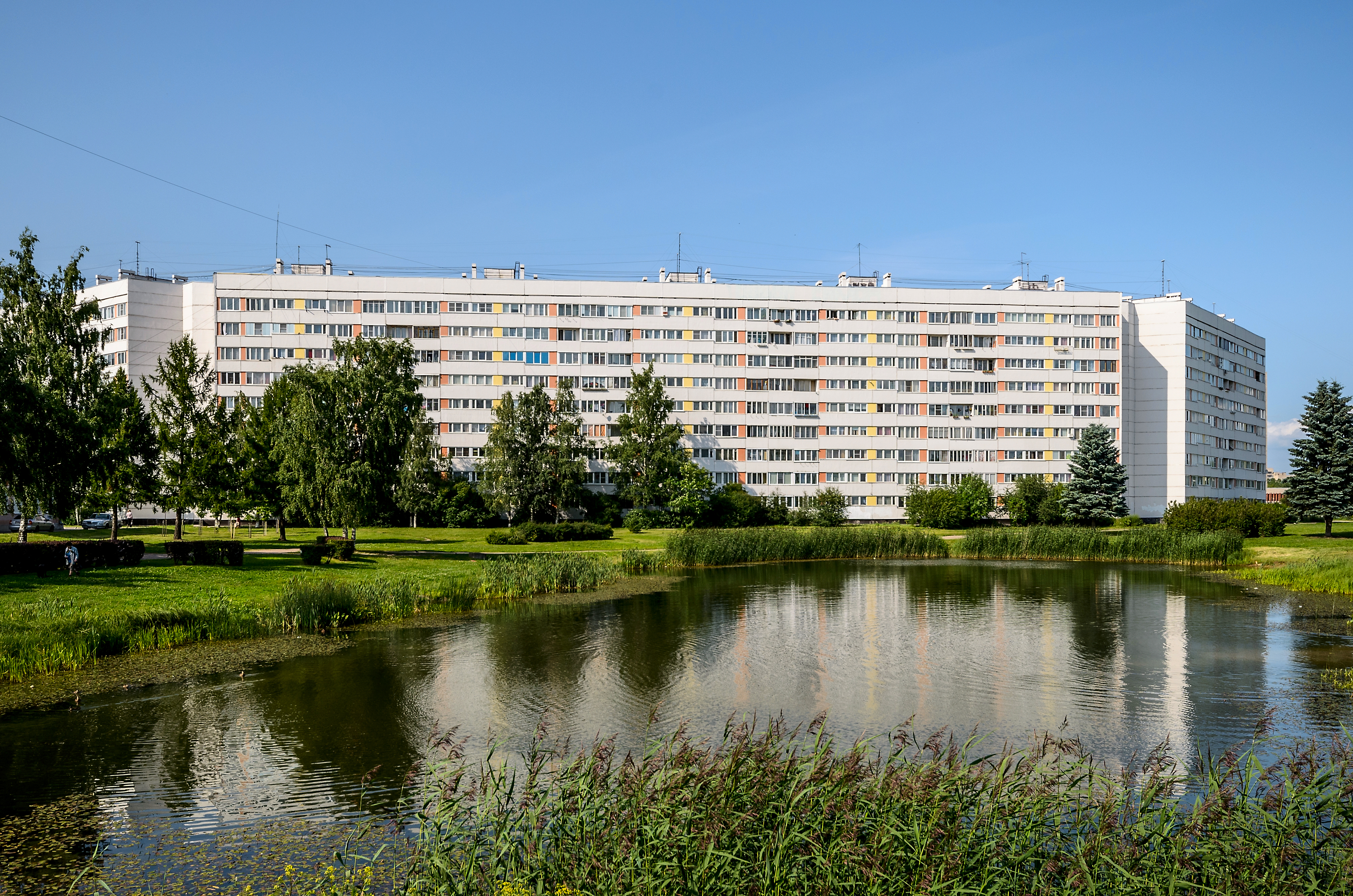
Дома 600-й серии на проспекте Ветеранов

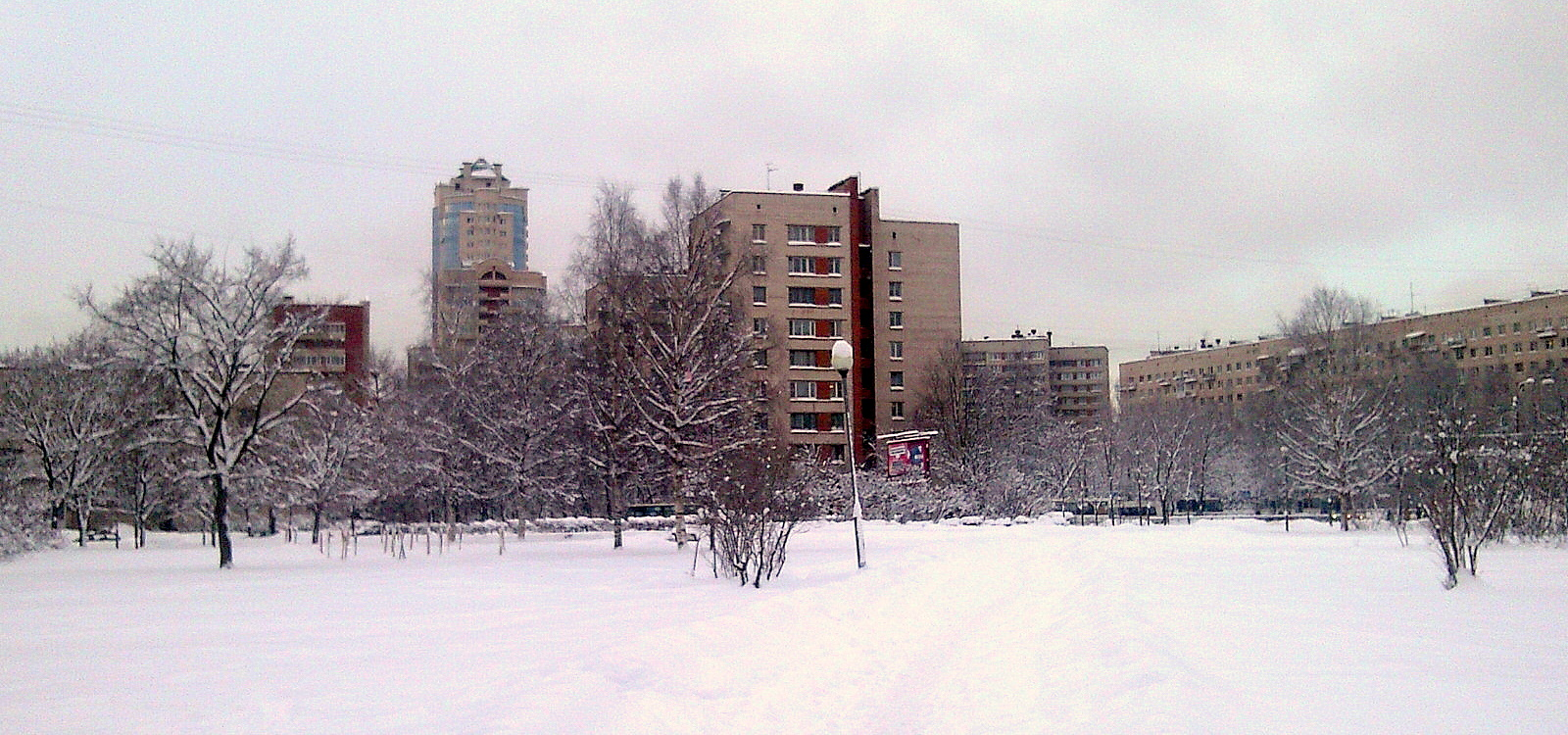
Сквер на пересечении бульвара Новаторов с проспектом Ветеранов и улицей Танкиста Хрустицкого

## История
В начале 1960-х годов началась прокладка магистрали, которая должна была идти параллельно проспекту Стачек, соединяя Дачное, Урицк (ныне Лигово) и Сосновую Поляну. В проектной документации начальный участок от улицы Подводника Кузьмина до улицы Лёни Голикова подписывался как Срединная улица (к ней до своего официального наименования относилась также нынешняя улица Зины Портновой). 16 января 1964 года проектная Срединная улица получила официальное название — проспект Ветеранов. Оно дано «в память участников Великой Отечественной войны 1941—1945 годов».
В 1970 году в состав проспекта вошел Моне́тный переулок (от дома 135 до улицы Лётчика Пилютова). Название переулка возникло в 1940-х годах; оно связано с тем, что здесь были отведены участки под индивидуальную застройку рабочим Ленинградского Монетного двора.
В 1977 году рядом с проспектом открылась станция метрополитена «Проспект Ветеранов». Выходов на сам проспект с нее нет.
В 2007 году был построен подземный пешеходный переход под проспектом Ветеранов возле перекрестка с улицей Танкиста Хрустицкого.
28 декабря 2019 года в Новосергиеве был открыт новый участок проспекта Ветеранов от улицы Владимира Пчелинцева до проспекта Будённого. 13 ноября 2020 года этот новый участок проспекта был соединен со старым: для движения открылся участок от улицы Пионерстроя до улицы Владимира Пчелинцева. Для их соединения был построен переезд через железнодорожный путь на Ленинградский электромеханический завод. Запланировано строительство нового участка проспекта Ветеранов от проспекта Буденного до Красносельского шоссе, он будет расположен в границах Стрельны. Официально этот проектный участок в состав проспекта Ветеранов не включен.
14 августа 2020 года в сквере на пересечении проспекта Ветеранов с улицей Танкиста Хрустицкого был открыт памятник музыканту Виктору Цою.
В планах реконструкция кругового перекрестка проспекта Ветеранов и Дачного проспекта: через срединный круглый газон пробьют оба проспекта, чтобы был создан классический перекресток со светофорами. Нынешняя круговая проезжая часть станет частью развязки для возможности поворотов.

## Застройка
- № 1, корпус 1, — жилой дом
- № 1, корпус 2, — детский сад
- № 3, корпус 1, — жилой дом
- № 3, корпус 2, — жилой дом
- № 3, корпус 3, — жилой дом
- № 5, корпус 1, — жилой дом
- № 5, корпус 2, — детский сад (2021[10])

<...>
- № 19 — школа № 279

<...>
- № 56 — Городской онкологический центр
- № 58 — спортивный комплекс (2013[11])

<...>
- № 91, корпус 1, — торговый центр (2011[12])

<...>
- № 121 — бывший кинотеатр «Рубеж» (1973; в 2016 году его переделали под фитнес-клуб Fitness House[13])

<...>
- № 133, корпус 1, — жилой дом (2021[14])

<...>
- № 167, корпус 1, — торговый центр (2021[15])
- № 167, корпус 6, — детский сад (2017[16])
- № 169, корпус 1, — жилой дом (2018[17])
- № 169, корпус 2, — жилой дом (2016[18])
- № 169, корпус 3, — жилой дом (2016[18])
- № 169, корпус 4, — торгово-парковочный центр (2019[19])
- № 169, корпус 6, — жилой дом (2020[20])
- № 171, корпус 1, — жилой дом (2018[21])
- № 171, корпус 2, — жилой дом (2018[21])
- № 171, корпус 4, — жилой дом (2017[22])
- № 171, корпус 5, — жилой дом (2017[23])
- № 173, корпус 1, — жилой дом (2020[24])
- № 173, корпус 2, — детский сад (2020[25])
- № 173, корпус 3, — школа (2020[26])
- № 173, корпус 4, — школа (2018[27])
- № 173, корпус 5, — детский сад (2017[28])
- № 173, корпус 7, — жилой дом (2019[29])
- № 175 — жилой дом (2020[24])
- № 175, корпус 4, — жилой дом (2019[29])
- № 179 — жилой дом (2021[30])
- № 181 — жилой дом (2021[30])
- № 183 — жилой дом (2021[30])
- № 185, корпус 2, — жилой дом (2022[31])
- № 185, корпус 3, — жилой дом (2022[31])
- № 194 — жилой дом (2021[32])
- № 196 — жилой дом (2021[32])

## Транспорт
1. Метрополитен: станция «Проспект Ветеранов».
2. Трамвай № 52
3. Троллейбусы № 20, 29, 37, 44, 46, 48
4. Автобусы № 52, 68, 68А, 81, 82Э, 88, 103, 130, 145, 145Б, 145Э, 160, 162, 163, 165, 181 (областной), 195, 203, 226, 229, 242, 246, 256, 265, 284, 297, 329, 343Э, 345, 632 (областной), 632А (областной), 639А (областной)
5. Маршрутные такси № 486В, 631, 635, 639Б, 650Б, 650В (все областные)

## Пересекает следующие улицы, дороги и проспекты
1. улица Зины Портновой
2. улица Подводника Кузьмина
3. Дачный проспект
4. улица Танкиста Хрустицкого
5. улица Лёни Голикова
6. улица Козлова
7. улица Солдата Корзуна
8. улица Генерала Симоняка
9. проспект Маршала Жукова
10. Авангардная улица
11. улица Партизана Германа
12. улица Добровольцев
13. улица Здоровцева
14. улица Тамбасова
15. улица Пограничника Гарькавого
16. 2-я Комсомольская улица
17. улица Лётчика Пилютова
18. улица Пионерстроя
19. улица Маршала Мерецкова (Санкт-Петербург)
20. улица Владимира Пчелинцева
21. улица Генерала Кравченко
22. Проспект Будённого[33]